# معركة كولي
معركة كولي (بالإيطالية Battaglia di Colle) جرت بين 16 و17 حزيران / يونيو عام 1269 في كولي فال دلسا بين قوات الغيبيليين من سيينا والغويلفيين من كارلو الأول أنجو وفلورنسا ممثلة بأقل من 200 فارس يقودهم نيري دي باردي.
بعد معركة مونتابيرتي حيث انتصر غيبيلينيي سيينا على غويلفيي فلورنسا في 4 أيلول / سبتمبر من عام 1260، وكانت كولي في قبضت الغويلفيين.
كانت تلك سنوات في الواقع منفى للكثير من غويلفيي المدينة واضطهاد قاد الغيبيليون لمتابعة الفارين في لوكا.